# Lactobacillales
Lactobacillales je řád grampozitivních bakterií s nízkým obsahem guanin-cytosinu. Tyto bakterie nevytvářejí spory. Vyskytují se v rostlinách a mléčných výrobcích, produkují kyselinu mléčnou a fermentují sacharidy. Jsou kataláza negativní. Hojně se využívají v potravinářském průmyslu při kvašení. Tvoří nedílnou součást ekosystému ve střevní mikroflóře. Při jejich nedostatku vznikají zánětlivá onemocnění střev. Jejich nedostatek lze kompenzovat dodáváním probiotik.

## Podřazené taxony
- Abiotrophia
- Aerococcus
- Carnobacterium
- Enterococcus
- Lactobacillus
- Lactococcus
- Leuconostoc
- Oenococcus
- Pediococcus
- Streptococcus
- Tetragenococcus
- Vagococcus
- Weissella